# Сухоречка (Бузулукский район)
Сухоре́чка — село в Бузулукском районе Оренбургской области России. Административный центр муниципального образования сельского поселения Сухореченский сельсовет.

## География
Удалённость от районного центра и ближайшей ж/д станции — 12 км.
Расстояние до областного центра — 262 км.

## Палеонтология
В отложениях раннего триасового периода (верхнеиндский подъярус) села Сухоречка найден ископаемый образец темноспондильной амфибии Tupilakosaurus.

## История
Основано  на казённых землях переселенцами из Тамбовской, Рязанской губерний.
Название по реке Сухой, пересыхающей в летнее время, притоку реки Ток.
Примерно 2—2,5 тыс. лет назад на месте села жило племя кочевников-сарматов, которые добывали и обрабатывали железные руды. Здесь найдены остатки древней железоплавильной печи, куски руды и шламов.
В этом селе 19 апреля 1919 года впервые в истории Красной Армии бойцы 25-й Чапаевской дивизии приняли присягу на верность Советской власти.

## Достопримечательности
Природные
- Геолого-геоморфологический памятник природы «Овраг Сухореченский Коралл». Находится  в 1 км к югу от села. Крупный овраг на правобережье реки Ток, сильно ветвится на мелкие глубокие отвершки, которые соприкасаясь, образуют останцы в виде пиков и гребней. [2]
- Геологический памятник природы «Овраг Сухореченский Каньон». Находится в 0,5 км к югу от села. Крупный линейный овраг с отвесными скалами, высотой до 15 м. Разрезает толщу лёгких известковых суглинков и глинистый песков.
- Ландшафтно-ботанический памятник природы «Петриковский Лог». Находится в 3 км к юго-западу от села. Байрачная дубрава с примесью липы, клёна остролистного, берёзы. Объект охватывает глубокий лог с ручьём, впадающим в реку Самара.
- Овраг Липуша — ландшафтно-ботанический памятник природы. Эталон овражно-балочных урочищ Общего Сырта.[3]
- Атамановская гора и придорожный утес-выемка — геологический памятник природы. Выходы песчаников, аргиллитов и конгломератов на высоких правобережных склонах над поймой Самары. Свое название гора получила из-за полузавалившейся, овеянной легендами, старинной рукотворной пещеры – бывшего притона шайки разбойников.[4]

Историко-культурные
- Храм иконы Казанской Божией Матери.
- Памятник воинам, погибшим в годы ВОВ. Расположен в центре села.
- Могила борцов за Советскую власть, расстрелянных  белоказаками в 1918 году.
- Могила командира партизанского отряда Кузнецова Якова Павловича (1893—1918), расстрелянного дутовцами.
- Обелиск воинам Чапаевской дивизии.

## Заслуженные люди
- Асеев Фёдор Константинович — Герой Советского Союза.
- Клименко Михаил Гаврилович — Герой Советского Союза.

## Учреждения социальной сферы
- Муниципальное образовательное бюджетное учреждение «Сухореченская средняя общеобразовательная школа».
- Муниципальное дошкольное бюджетное учреждение детский сад «Чебурашка».
- Сельский Дом культуры.
- УФПС Оренбургской области филиал ФГУП «Почта России»».
- Фельдшерско-акушерский пункт.

## Галерея
- Храм иконы Казанской Божией Матери
- Памятник воинам, погибшим в годы ВОВ
- Могила борцов за Советскую власть, расстрелянных белоказаками в 1918 г.
- Могила командира партизанского отряда Кузнецова Я. П., расстрелянного дутовцами